# P-800 Oniks
P-800 Oniks (rusko П-800 Оникс – oniks) je protiladijska raketa Ruske vojne mornarice. Lahko se uporablja tudi proti kopenskim ciljem.

## Zgodovina
Raketo 3M-55 "P-800 Oniks" je razvilo Znanstveno-proizvajalno združenje strojegradnje iz Reutova, kot različico rakete P-80 Zubr s pogonom na potisno cev. Razvoj se je začel leta 1981 in v 1990-ih letih je bila raketa preizkušena na korveti razreda Ovod. Leta 2002 je raketa vstopila v uporabo kot zamenjava za raketo P-270 Moskit.
Raketo poganja potisna cev na kerozin T-6 v kombinaciji s trdogorivnim potisnikom. Raketa ima znižano radarsko opaznost in tudi leti na nizki višini zato, da jo nasprotnik pozneje odkrije. Ima polno avtonomijo in ne potrebuje vodenja do cilja na nobenem delu poleta. V prvem delu poleta uporablja kombinacijo avtopilota, inercialne navigacije in radarskega višinomera, zadnjih 50 km poleta pa aktivno radarsko ciljanje s pasivnim iskalcem. Leti z visoko nadzvočno hitrostjo 2 Mach v vseh delih poleta. 
Izvozna različica je znana pod imenom Jahont in jo uporablja Indonezijska vojna mornarica.
Obstaja tudi različica za Obalne enote Ruske vojne mornarice v sklopu sistema K-300P Bastion-P, ki jo sestavljata dve raketi Oniks na tovornjaku Kamaz-43101. Uporablja se za delovanje proti udarnim skupinam letalonosilk, konvojem in amfibijskodesantnim ladjam. Izvozna različica je bila prodana Siriji (dva sistema po 36 raket) in Vietnamu (dva sistema).
Raketa Oniks je ognjeni krst doživela v sirski državljanski vojni, saj je Rusija med svojim posredovanjem v vojni pripeljala sisteme za obalno obrambo K-300P Bastion-P, ki so bili uporabljeni proti kopenskim ciljem in tako razkrili doslej neznano sposobnost za napadanje kopenskih ciljev.
Obstaja tudi letalska različica H-61, ki jo nosijo lovci Su-35 in taktični bombniki Su-34.
Na osnovi rakete Oniks je bila razvita indijsko-ruska raketa BrahMos.